# Aethopyga shelleyi
El suimanga filipino (Aethopyga shelleyi) es una especie de ave paseriforme de la familia Nectariniidae propia del archipiélago de las Filipinas.

## Distribución y hábitat
Es endémica de las islas de Balabac, Busuanga, Culión y Palawan (Filipinas).
Sus hábitats naturales son los bosques bajos húmedos tropicales y los bosques montanos húmedos tropicales.

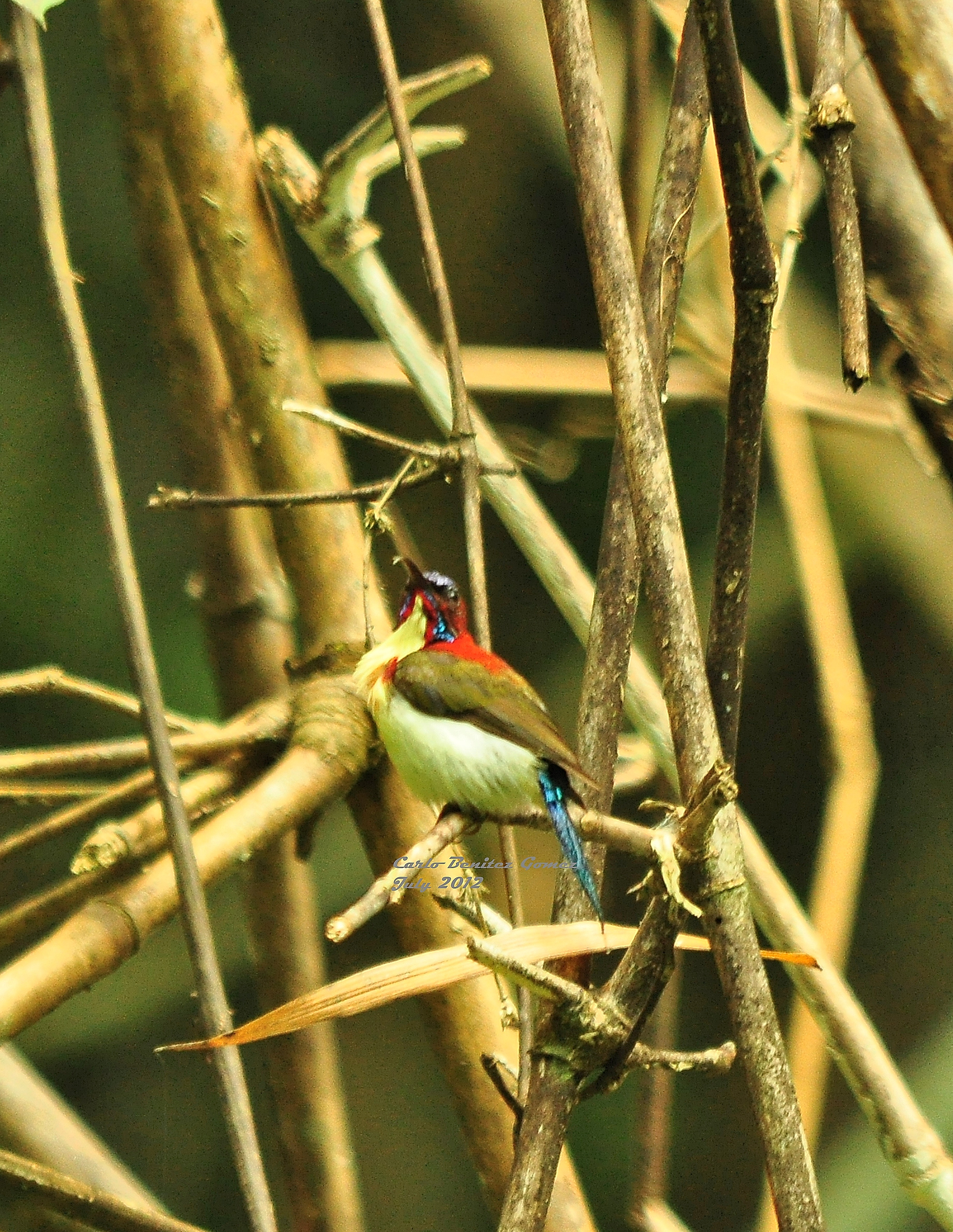
Ejemplar de suimanga filipino.